# Estêvão Ribeiro de Resende, barão de Lorena
Estêvão Ribeiro de Resende, primeiro e único barão com grandeza de Lorena ComNSC (São Paulo, 1813 — São Paulo, 7 de junho de 1878) foi um nobre brasileiro.

## Biografia
Foi bacharel em Direito, formado em 1835, pela Faculdade de Direito do Largo de São Francisco. Foi nomeado, por Decreto Imperial, de 23 de janeiro de 1837, Juiz de Direito da Comarca de Santa Cruz, da Província de Goiás, nomeação que foi assinada pelo Padre Diogo Antônio Feijó e, referendada por Gustavo Adolfo de Aguilar Pantoja. Em 9 de fevereiro de 1838,  foi nomeado presidente da província Mato Grosso, tomando pose a 16 de setembro de 1838, administrando-a até 25 de outubro de 1840. Foi Juiz de Direito da Primeira Comarca da Província de São Paulo, de onde, por decreto de 28 de fevereiro de 1846, foi removido, para exercer a mesma função, na Comarca de Goiás. Foi chefe de Polícia da Província de Goiás, de onde foi removido, por decreto de 31 de julho de 1851, para a Província do Mato Grosso. Deputado à Assembleia Geral Legislativa, na sétima Legislatura, pela Província de Goiás, de 3 de maio de 1848 a 5 de outubro de 1848.  Foi “Desembargador Honorário” da Casa Imperial.

## Genealogia
- Ascendência: Era filho legitimado de Estêvão Ribeiro de Resende, marquês de Valença.
- Descendência: Casou-se com Ricardina Correia - filha do major Cláudio Manuel Correia -  que morreu prematuramente, durante trabalho de parto, antes que Resende recebesse o baronato. Deste casamento houve:
  - Maria Ricardina Ribeiro de Resende c.c. Guilherme Caetano da Silva;
  - Teresa Ricardina de Resende c.c. Estevão Ribeiro de Assis Resende;
  - Carolina Ricardina de Resende c.c. Antônio de Pádua Assis Resende
  - Francisca Ricardina de Resende c.c. Henrique Baker;
  - Estevão Ribeiro de Resende c.c. Estela Aranha de Resende;
  - Ricardina de Resende, que faleceu solteira.

## Títulos nobiliárquicos
- Cavaleiro da Imperial Ordem de Cristo, comendador da Imperial Ordem da Rosa e da de Nossa Senhora da Conceição de Vila Viçosa, além de Grande do Império.
- Barão de Lorena:

Título conferido por decreto em 7 de outubro de 1853; com honras de “Grandeza do Império” concedida por decreto de 16 de janeiro de 1867.

## Brasão de Armas
Requereu o uso de Armas, a 06.05.1867, que lhe foram passadas por Carta de Brasão de 22 de maio de 1867

Escudo ibérico: campo de blau com um leão rampante de jalde, tendo na garra senestra uma balança de primeiro esmalte, e na dextra uma espada do mesmo; o leão tendo à dextra de um ramo de cafeeiro de jalde, com frutos de goles e tendo, à senestra, três besantes e argente, postos em roquete e entre cinco estrelas de cinco pontas, do mesmo, postas em aspa. Coronel de barão. (Brasão passado em 22 de Maio de 1867.Reg.no Cart.da Nobreza,Liv.VI,fls.76).